# مذنب جير إكس
مذنب جير إكس (باليابانية:ギルティギア ゼクス، هيبورن: Giruti Gia Zekusu) هي لعبة قتالية طورت بواسطة آرك سيستم وركز ونشرتها شركة سامي. طُور الإصدار الثاني من سلسلة مذنب جير، مذنب جير إكس على مدار عامين تقريبًا بعد نجاح اللعبة الأولى. أُصدرت في يوليو 2000 في اليابان، وأعيد إصداره على دريم كاست في ديسمبر 2000، ثم نقل لاحقًا إلى بلاي ستيشن 2 في نوفمبر 2001 و جيم بوي ادفنس في يناير 2002.

## طريقة اللعب
يحتوي نظام القتال على تكوين من أربعة أزرار رئيسية للهجوم: لكمة ، ركلة ، مائلة ، وخط مائل ثقيل. يمكن للاعبين أيضًا شن هجمات التهكم ،  بهدف رئيسي هو تقليل الصحة للخصم إلى الصفر في وقت محدد مسبقًا. للفوز بالقتال ، يجب على اللاعب أن يجمع نقطتين ، مع ربح نقطة في كل جولة. تتميز لعبة  مذنب جير إكس بميزات شائعة في ألعاب القتال: المجموعات ، والهجمات الجوية والهجمات المضادة. وهناك ميزة جديدة هي رومان كنسل، والتي تسمح للاعب بإلغاء حركته وآثارها. للقيام بهجمات أخرى.